# Żasułan Koszanow
Żasułan Koszanow – kazachski zapaśnik walczący w stylu klasycznym. Zdobył brązowy medal na mistrzostwach Azji w 2015 i mistrzostwach świata wojskowych w 2014 roku.